# لیپوت باومهورن
لیپوت باومهورن (مجاری: Baumhorn Lipót; ۲۸ دسامبر ۱۸۶۰ – ۸ ژوئیهٔ ۱۹۳۲) معمار اهل مجارستان بود.